# Єгова 1

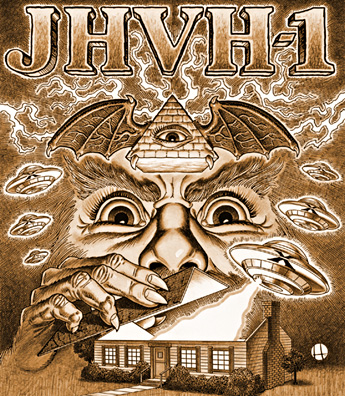
Єгова 1

Єгова 1 або JHVH-1 (відомий також як Одін, Ра та ін.) - найважливіший бог в міфології Церкви НедоМудреця.
Цей бог "прибув з іншої гріховної галактики", всевидючий, всепроникливий,  вважається аналогічним до бога Авраама і більшості патріархальних релігій.  Відповідно до канонів Церкви, він  створив Всесвіт, але у світовий процес не втручається. Ідеальна нематеріальна субстанція, яку можна пізнати лише містичним шляхом. За легендою Єгова 1 зв'язався з Дж. Р. "Бобом" Доббсом у 1953 році через  телевізор, сконструйований останнім власноруч. Багато речей та істин були записані в Prescriptures, священних текстах Церкви SubGenius і опубліковані в Книзі НедоМудреця.